# Frozen 2 (trilha sonora)
Frozen 2 é a trilha sonora do filme homônimo da Disney. A trilha sonora foi lançado no dia 15 de novembro de 2019, uma semana antes do filme chegar nos cinemas.

## Antecedentes
Em março de 2018, Kristen Anderson-Lopez revelou em uma entrevista que ela e seu marido, Robert Lopez, voltaram do filme Frozen para escrever novas músicas para a sua sequência Frozen II, já tendo gravado uma música para a sequência com a estrela Kristen Bell. Em 13 de agosto de 2019, a estrela Josh Gad disse que as músicas da sequência serão "ainda melhores" e "ainda mais atraentes" do que as do primeiro filme. Durante a D23 Expo de 2019, foi revelado que haverá sete novas músicas. A lista completa de faixas foi revelada em 30 de setembro, junto com o anúncio de pré-encomendas; a trilha sonora será lançada pela Walt Disney Records em 15 de novembro de 2019.

## Lista de faixas
Lista de faixas adaptadas do Apple Music.
| N.º            | Título                               | Artista(s)                                                                | Duração |  |
| 1.             | "All Is Found"                       | Evan Rachel Wood                                                          | 2:05    |  |
| 2.             | "Some Things Never Change"           | Kristen Bell, Idina Menzel, Josh Gad, Jonathan Groff e elenco de Frozen 2 | 3:29    |  |
| 3.             | "Into the Unknown"                   | Menzel featuring Aurora                                                   | 3:14    |  |
| 4.             | "When I Am Older"                    | Gad                                                                       | 1:51    |  |
| 5.             | "Reindeer(s) Are Better Than People" | Groff                                                                     | 0:26    |  |
| 6.             | "Lost in the Woods"                  | Groff                                                                     | 3:00    |  |
| 7.             | "Show Yourself"                      | Menzel and Wood                                                           | 4:20    |  |
| 8.             | "The Next Right Thing"               | Bell                                                                      | 3:36    |  |
| 9.             | "Into the Unknown"                   | Panic! at the Disco                                                       | 3:09    |  |
| 10.            | "All Is Found"                       | Kacey Musgraves                                                           | 3:03    |  |
| 11.            | "Lost in the Woods"                  | Weezer                                                                    | 3:05    |  |
| Duração total: | Duração total:                       | Duração total:                                                            | 31:18   |  |

## Versão brasileira
| N.º | Título                           | Artista(s)                                         | Duração |  |
| 1.  | "Se Encontrar"                   | Myra Ruiz                                          |         |  |
| 2.  | "Nada Vai Mudar"                 | Gabi Porto, Fábio Porchat, Taryn, Raphael Rossatto |         |  |
| 3.  | "Minha Intuição"                 | Taryn e Aurora                                     |         |  |
| 4.  | "Com o Tempo"                    | Porchat                                            |         |  |
| 5.  | "Rena é Melhor que Gente (cont)" | Rossatto                                           |         |  |
| 6.  | "Não Sei Onde Estou"             | Rossatto                                           |         |  |
| 7.  | "Vem Mostrar"                    | Taryn, Ruiz                                        |         |  |
| 8.  | "Fazer O Que é Melhor"           | Porto                                              |         |  |
| 9.  | "Into the Unknown"               | Panic! at the Disco                                | 3:09    |  |
| 10. | "All Is Found"                   | Kacey Musgraves                                    |         |  |
| 11. | "Lost in the Woods"              | Weezer                                             |         |  |